# Phyllonorycter populi
Phyllonorycter populi är en fjärilsart som först beskrevs av Nikolai Nikolaievich Filipjev 1931.  Phyllonorycter populi ingår i släktet guldmalar, och familjen styltmalar.
Artens utbredningsområde är:
- Kazakstan.
- Turkmenistan.
- Uzbekistan.

Inga underarter finns listade i Catalogue of Life.